# 김지운 (축구 선수)
김지운(한국 한자: 金只澐, 1990년 7월 2일 ~ )은 대한민국의 축구 선수로서 포지션은 수비수이다. 현재 K리그2 충북 청주 FC 소속이다.

## 축구인 생활

### 클럽 생활
2013 K리그 드래프트에서 자유선발로 제주 유나이티드에 입단하였다. 데뷔 첫 해에 왜소한 체격에도 불구하고 100미터 11초대에 빠른 발과 저돌력 돌력으로 첫 선발 경기였던 3월 16일 대전 원정(1-1 무승부)에서 동점골을 터뜨려 주목 받기 시작했고 오주현과 번갈아 가면서 오른쪽 측면 수비수로 출장하게 되었다.
2016년 7월 서울 이랜드의 김재성과 맞임대 트레이드되었고, 2017년 2월 서울 이랜드 FC로 재임대가 성사되었다. 2017년 6월 26일 대전 시티즌과의 홈경기에서 득점하여, 서울 이랜드에서의 첫 번째 골을 기록하였다.

### 국가대표팀 경력
2012년 10월 베트남 축구협회에서 개최한 국제축구대회에서 대학축구 선발팀의 주장으로 팀을 우승으로 이끌었다.